# House of Silence
House of Silence è il settimo album in studio del gruppo musicale tedesco Bad Boys Blue, pubblicato nel 1991.

## Tracce
1. House of Silence – 3:54
2. Under the Boardwalk – 3:32
3. Train at Midnight – 3:29
4. Baby Blue – 3:46
5. Dancing With the Bad Boys – 4:17
6. Deep in My Emotion – 3:43
7. Tell It Everybody – 3:18
8. Gimme Back My Love – 4:00
9. When Our Love Was Young – 3:43
10. House of Silence (Haunted House Mix) – 4:08